# Warnnetz
Das Warnnetz war eine Einrichtung des Zivilschutzes der Bundesrepublik Deutschland. Es handelte sich um ein gesondertes Fernsprechnetz der Deutschen Bundespost für den Warndienst, welches 1959 eingerichtet wurde und bis 1992 bestand. Vorgesehen war das Netz für die Weitergabe von Meldungen und Alarmierungen im Verteidigungsfall und besonderen Gefahrenlagen (Luftangriffe, ABC-Gefahren).
Zentrale Stellen waren die zehn Warnämter, die in Form eines Rundspruches über Standleitung in ihrem Bereich angeschlossene Warnstellen erreichen konnten. Hierbei handelte es sich um Einrichtungen des Zivil- und Katastrophenschutzes, militärische Dienststellen, Behörden und besondere Betriebe.
Zum Ende des Warnnetzes waren rund 12.000 Warnstellen und 64.500 Sirenen angeschlossen. 1992 wurden die gesonderten Leitungen des Warndienstes abgemeldet, der Betrieb der in Auflösung befindlichen Dienststellen wurde fortan über das öffentliche Telefonnetz abgewickelt.
Um nach der Auflösung des Warndienstes, und damit auch des Warnnetzes, die Bevölkerung großräumig und schnell über akute Gefahrenlagen zu informieren, wurde in den Jahren 2001/2002 vor dem Hintergrund der zunehmenden Gefahr von Terroranschlägen eine Wiederbelebung des Warndienstes diskutiert. Als ein Ergebnis wurde das satellitengestützte Warnsystem MoWaS eingerichtet.